# Omni Trio
Omni Trio ist ein Künstlername des britischen Produzenten und Musikers Rob Haigh. Unter diesem Namen gibt Haigh zusammen mit wechselnden Musikern Drum-and-Bass-Alben heraus. Er spielt einen relativ langsamen, melodiösen und sehr ausdrucksstarken Drum and Bass, der teilweise fließend in das Ambient-Genre übergeht. 

## Diskografie (Alben)
- 1995: The Deepest Cut
- 1996: The Haunted Science
- 1997: Skeleton Keys
- 1999: Byte Size Life
- 2001: Even Angels Cast Shadows
- 2004: Rogue Satellite